# Round and Round (chanson de Selena Gomez and the Scene)
Pour les articles homonymes, voir Round and Round.
Singles de Selena Gomez and the Scene
Naturally A Year Without Rain
Pistes de A Year Without Rain
A Year Without Rain
Round and Round est un single écrit et chanté par le groupe américain Selena Gomez and the Scene. Cette chanson a été écrite et produite par le chanteur Kevin Rudolf avec l'aide de Jeff Halavacs et Andrew Bolooki ainsi que Fefe Dobson et Jacob Kasher. La sortie du single a eu lieu le 22 juin 2010. 
Round and Round est un mix d'electropop, de dance-pop avec un zeste de disco. Le single a reçu des critiques positives. Au niveau des charts, il est arrivé à la 24e place au Billboard Hot 100, ce qui fait un succès assez mitigé.

## Composition
Round and Round est une chanson aux sonorités dance-pop avec une durée de trois minutes et de huit secondes, composée par le chanteur Kevin Rudolf, Andrew Bolooki, et Jeff Halavacs, Jacob Kasher et Fefe Dobson. Ce single est aussi influencé par des sons un peu plus electro avec un petit grain de rock. Mickael Wood de « Billboard » trouve que la chanson « surfe sur l'électro ». D'après des spécialistes, cette chanson est inspirée du style musical de Kylie Minogue ainsi que de Ke$ha.

## Critiques
Bill Lamb de « About.com » a salué le travail fourni par Kevin Rudolf en appelant la chanson un grand "effort" et serait "un bon son, après des mois d'antenne." Lamb a commenté la chanson et trouvait qu'elle était « accrocheuse ». Tim Sendra de Allmusic a noté que c'était l'un des meilleurs titres de l'album.

## Liste des pistes
| États-Unis téléchargement digital 1. "Round and Round" – 3:05 Round and Round (Dave Audé Remix) – Single 1. "Round and Round" (Dave Audé Remix) – 3:32 Australie / Royaume-Uni Remixes EP 1. "Round and Round" (Wideboys Club Mix) – 5:56 2. "Round and Round" (Fascination Club Mix) – 6:11 3. "Round and Round" (7th Heaven Club Mix) – 6:08 4. "Round and Round" (Dave Audé Club Remix) – 6:23 | Australie digital single 1. "Round and Round" – 3:05 2. "Naturally" (Ralphi Rosario Remix) – 3:39 Royaume-Uni single 1. "Round and Round" – 3:05 2. "Naturally" (Ralphi Rosario Remix) – 3:39 Royaume-Uni Promo CD Single 1. "Round and Round" – 3:05 2. "Round and Round" [Instrumental] – 3:05 |

## Classement par pays
| Classement (2010)               | Meilleure position |
| ------------------------------- | ------------------ |
| Australie (ARIA)                | 80                 |
| Autriche (Ö3 Austria Top 40)    | 62                 |
| Belgique (Flandre Ultratip 100) | 19                 |
| Canada (Hot 100)                | 51                 |
| Allemagne (Media Control AG)    | 52                 |
| Slovaquie (IFPI Rádio)          | 39                 |
| Royaume-Uni (UK Singles Chart)  | 47                 |
| États-Unis (Hot 100)            | 24                 |
| États-Unis (Dance Club Songs)   | 2                  |
| États-Unis (Pop Airplay)        | 34                 |

### Certifications
| Pays       | Certifications |
| ---------- | -------------- |
| États-Unis | Platine        |

## Historique de sortie
| Pays        | Date              | Format                            |
| ----------- | ----------------- | --------------------------------- |
| États-Unis  | 22 juin 2010      | Téléchargement digital            |
| Australie   | 3 septembre 2010  | Téléchargement digital, remixes   |
| États-Unis  | 14 septembre 2010 | Dave Audé Remix Radio Edit        |
| Royaume-Uni | 23 septembre 2010 | Remixes                           |
| Allemagne   | 24 septembre 2010 | CD single                         |
| Royaume-Uni | 27 septembre 2010 | CD single, téléchargement digital |